# Cratere Icarus
Icarus è un cratere lunare di 93,73 km situato nella parte sud-orientale della faccia nascosta della Luna,  a ovest dell'enorme piana del cratere Korolev e a meno del diametro di due crateri di distanza ad est di Daedalus. Verso sud vi è il più piccolo cratere Amici.
Icarus presenta un bordo consumato e una parete interna relativamente ampia. Un piccolo cratere giace lungo il margine meridionale, e il bordo sporge leggermente verso l'esterno lungo il confine sudoccidentale. Vi è un picco sproporzionatamente elevato situato vicino al centro del cratere. Questa altura è insolita perché è più alta del margine esterno; la maggior parte di questi picchi infatti si eleva per circa la metà della profondità del cratere. Il resto della superficie è relativamente piatto e uniforme nella metà orientale e leggermente più irregolare nella zona occidentale.
Il cratere è dedicato al personaggio mitologico Icaro.

## Crateri correlati
Alcuni crateri minori situati in prossimità di Icarus sono convenzionalmente identificati, sulle mappe lunari, attraverso una lettera associata al nome.
| Icarus | Coordinate            | Diametro (in km) |
| ------ | --------------------- | ---------------- |
| D      | 4°33′00″S 171°25′12″W | 69,36            |
| E      | 5°18′00″S 168°51′36″W | 18,81            |
| H      | 7°55′48″S 169°30′36″W | 29,13            |
| J      | 7°25′48″S 170°58′12″W | 28,8             |
| Q      | 7°46′12″S 176°17′24″W | 39,51            |
| V      | 3°54′36″S 176°02′24″W | 36,61            |
| X      | 2°15′00″S 175°40′48″W | 44,66            |